# Костіша (Нямц)
Костіша (рум. Costișa) — село у повіті Нямц в Румунії. Входить до складу комуни Костіша.
Село розташоване на відстані 261 км на північ від Бухареста, 29 км на південний схід від П'ятра-Нямца, 83 км на південний захід від Ясс, 146 км на північний схід від Брашова.

## Населення
За даними перепису населення 2002 року у селі проживали 1660 осіб, з них 1659 осіб (99,9%) румунів. Рідною мовою 1658 осіб (99,9%) назвали румунську.